# Basavanahalli, Mysore
Basavanahalli là một làng thuộc tehsil Mysore, huyện Mysore, bang Karnataka, Ấn Độ.